# Palazzo del Monte dei Morti
Il Palazzo del Monte dei Morti è un edificio dal valore storico e architettonico di Napoli, situato in via Egiziaca a Pizzofalcone.

## Storia e descrizione
Il palazzo su via Egiziaca venne eretto nella seconda metà del XVI secolo; nel 1660 fu acquistato dal Monte dei Morti che prelevò anche un edificio situato tra vico Egiziaca e via Nuova Pizzofalcone. Nel corso del XVIII secolo il Monte certamente operò un grande rifacimento, volto all'unificazione delle due proprietà. Prima dell'Unità d'Italia avvenne l'estinzione dell'ente che portò a una progressiva condominizzazione del palazzo. In anni recenti si è provveduto a restaurare la facciata su via Egiziaca che versava in mediocri condizioni conservative.
Su via Egiziaca la facciata a quattro piani presenta un seicentesco portale in piperno a bugne squadrate e piatte; mentre in fondo al cortile, in asse rispetto all'ingresso, come da consuetudine del barocco napoletano settecentesco, si staglia la scala aperta che permette di raggiungere i vari appartamenti.